# Mireya García
Mireya García Ramírez (Concepción, 18 de marzo de 1956) es una trabajadora social y activista chilena, dedicada a la defensa de los derechos humanos, en la búsqueda de verdad, justicia y reparación a las víctimas de la dictadura cívico militar de Chile y sus familiares. Escribió los lineamientos para iniciar el juicio al Plan Cóndor y la Junta Militar chilena, proceso que se llevó a cabo por parte de las autoridades de la justicia italiana.
Es una de las fundadoras de la Comisión Ética contra la Tortura, desde donde se impulsó la creación de la Comisión Nacional de Prisión Política y Tortura, e integró la Agrupación de Familiares de Detenidos Desaparecidos, ejerciendo los cargos de vicepresidenta y de encargada del área jurídica y comunicaciones.
Entre sus actividades, destacan la participación en foros, debates, seminarios y encuentros tanto a nivel nacional como internacional, así como entrevistas en medios de comunicación y el respaldo a diversas organizaciones sociales, sindicales, comunitarias, de mujeres, estudiantiles y de derechos humanos. También ha trabajado en colaboración con el Congreso Nacional de la República, relevando la urgencia de proteger los derechos de quienes han sido víctimas de violaciones masivas, sistemáticas e institucionalizadas de los derechos humanos. Además, fue una participante activa en protestas públicas durante el arresto de Augusto Pinochet en Londres.
En 2016 fue nominada al Premio Nacional de los Derechos Humanos.

## Biografía[3]
Nacida y criada en la Ciudad de Concepción, hija de Rita Ramírez y Vicente García, hermana de Marlín y Vicente Israel. Su padre fue un luchador social, del cual a temprana edad aprendió acerca de derechos de las y los niños, así como también de los trabajadores. Así, los tres hermanos comienzan a militar en las Juventudes Socialistas.
Fue detenida en septiembre de 1973 por efectivos de la Armada de Chile, permaneciendo como prisionera política durante un año en el Campamento de Prisioneros Isla Quiriquina y la Cárcel de Tomé. Tras su liberación provisional, enfrentó acoso, dos detenciones posteriores y una sentencia pendiente, lo que la obligó a exiliarse. Primero se refugió en Argentina, pero debió abandonar el país debido a una solicitud de extradición de la dictadura chilena. Posteriormente, se estableció en México, donde trabajó en la Casa de Chile y colaboró estrechamente con la Agrupación de Familiares de Detenidos Desaparecidos. Más tarde, se reunió con su familia en Suecia, donde participó activamente en comités de solidaridad con Chile y estudió Cooperativismo.
La desaparición de su hermano Vicente en 1977 marcó profundamente su vida, intensificando su compromiso con la lucha por los derechos humanos. En 1987, tras años de prohibición de ingreso a Chile, regresó al país para continuar su búsqueda de justicia. Se integró a la Agrupación de Familiares de Detenidos Desaparecidos, asumiendo roles de liderazgo, como el de Vicepresidenta y encargada del Departamento Jurídico.
Ha participado en numerosos encuentros internacionales en países como Inglaterra, Estados Unidos, Francia, Argentina y España, entre otros, llevando la voz de denuncia de las víctimas de violaciones de derechos humanos en Chile. Además, fue una presencia activa durante la detención de Augusto Pinochet en Londres, representando a los familiares de las víctimas. Paralelamente a su labor en la Agrupación, se graduó como Asistente Social con distinción máxima en la Universidad ARCIS en 1991.

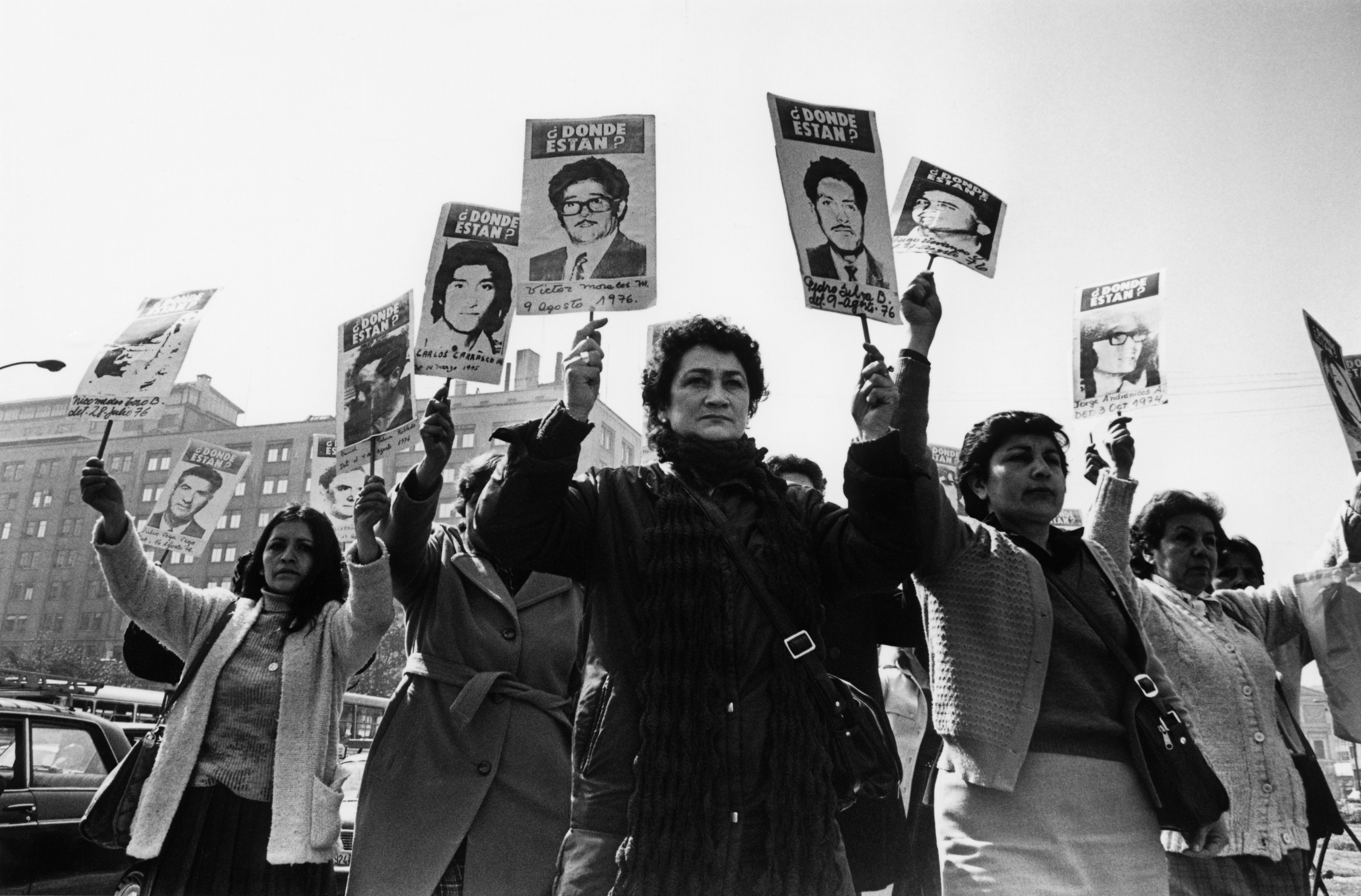
Agrupación de Familiares de Detenidos Desaparecidos de Chile

Con el retorno de la democracia, ha dedicado esfuerzos a socializar la problemática de las detenciones y desapariciones forzadas, compartiendo su experiencia emocional y teórica en universidades, centros de estudio y organizaciones, contribuyendo a la memoria y la lucha por la verdad y la justicia.